# سترونغا
سترونغا هي قرية تقع في إقليم ياش في رومانيا وبلغ عدد سكانها 4,470 نسمة في عام 2002.